# Вкра
Вкра (пољ. Wkra) је река у Пољској. Дуга је 249 km. Улива се у Нарев. 